# Emilia Lepida (żona Galby)
Emilia Lepida, Aemilia Lepida (ur. krótko przed 10, zm. przed 68) – żona Galby, późniejszego cesarza rzymskiego.
Była córką Maniusza Emiliusza Lepidusa. W 21 roku jej ojciec odmówił przyjęcia urzędu namiestnika prowincji Azji, argumentując że ma jeszcze zbyt młodych synów, a córkę już sposobną do małżeństwa. Po 21 roku, przypuszczalnie niedługo po tej dacie, poślubiła przyszłego cesarza – Serwiusza Sulpicjusza Galbę. Mieli oni dwóch synów. Zarówno Emilia jak i ich dzieci zmarli przed objęciem przez męża władzy w 68 roku. Ten ostatni nie ożenił się już więcej.